# Vernas
Pour les articles homonymes, voir Verna.
Vernas (ou Verna) est une commune française située dans le département de l'Isère, en région Auvergne-Rhône-Alpes.
Ses habitants sont des Vernandiaux.

## Géographie

### Situation et description
La commune se situe sur les contreforts et le plateau de l'Isle-Crémieu, à quelque 40 km à l'est de Lyon. Elle faisait partie de la communauté de communes de l'Isle-Crémieu qui regroupe toutes les communes autour de Crémieu, de la plaine côté Lyon avec Chamagnieu ou Villemoirieu jusqu'à la zone de collines d'Optevoz. La Communauté de communes Les Balcons du Dauphiné l'a remplacé en 2017.

### Communes limitrophes
| Saint-Vulbas (Ain)       |         | Hières-sur-Amby    |
| Loyettes (Ain)           | Vernas  | Annoisin-Chatelans |
| Saint-Romain-de-Jalionas | Leyrieu |                    |

### Géologie

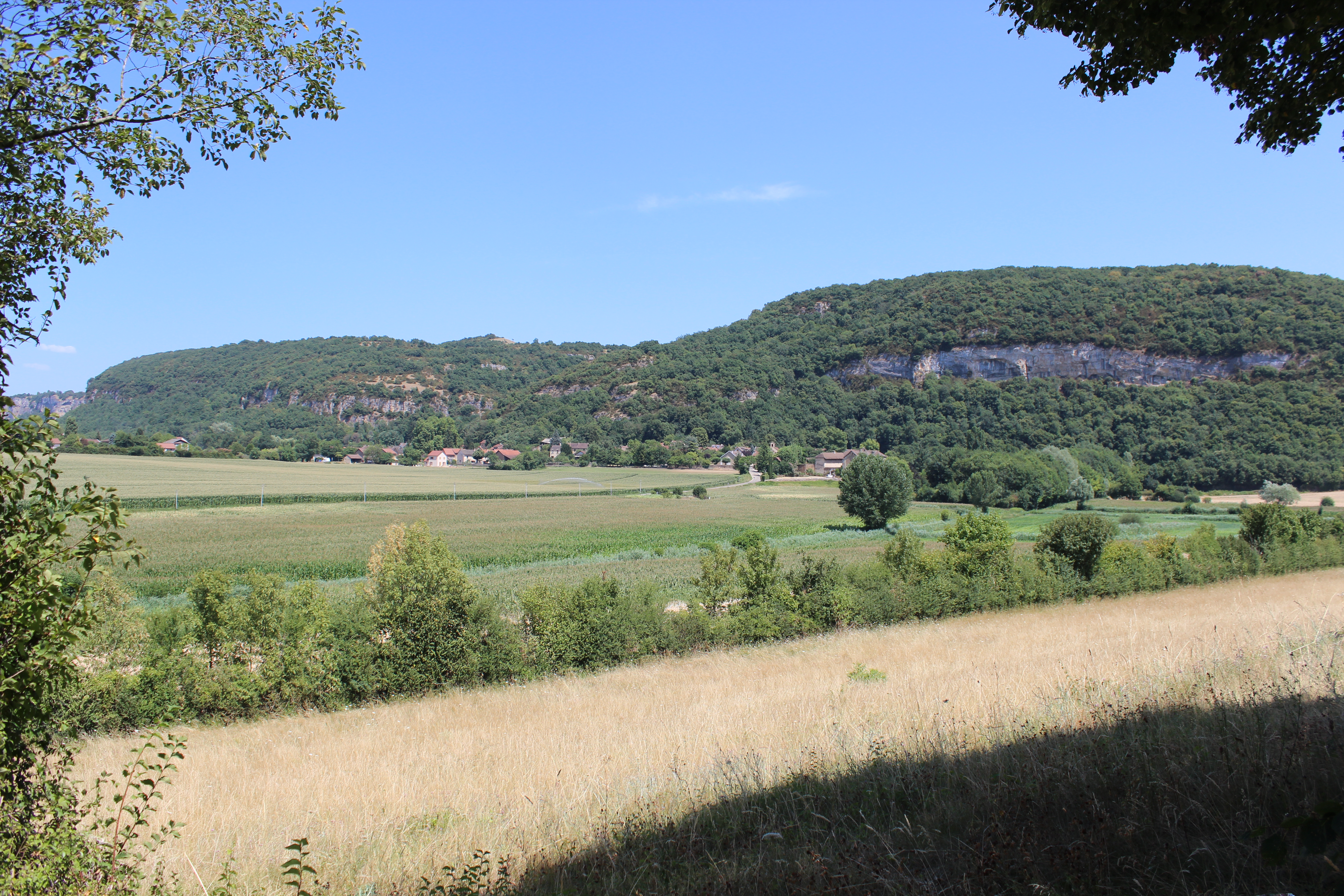
Environnement du bourg

Le territoire communal est partagé entre la vallée du Rhône, à l'ouest et un plateau constitué de calcaires jurassiques et des moraines qui constituent en grande partie la surface du secteur géologique de l’île Crémieu, à l'est avec, en outre, la présence d'une couverture rocheuse et de cavités propres à un relief karstique.

### Climat
Pour des articles plus généraux, voir Climat d'Auvergne-Rhône-Alpes et Climat de l'Isère.
En 2010, le climat de la commune est de type climat des marges montargnardes, selon une étude du Centre national de la recherche scientifique s'appuyant sur une série de données couvrant la période 1971-2000. En 2020, Météo-France publie une typologie des climats de la France métropolitaine dans laquelle la commune est exposée à un climat de montagne ou de marges de montagne et est dans la région climatique Bourgogne, vallée de la Saône, caractérisée par un bon ensoleillement (1 900 h/an), un été chaud (18,5 °C), un air sec au printemps et en été et des vents faibles.
Pour la période 1971-2000, la température annuelle moyenne est de 10,9 °C, avec une amplitude thermique annuelle de 17,5 °C. Le cumul annuel moyen de précipitations est de 1 160 mm, avec 11,5 jours de précipitations en janvier et 7,2 jours en juillet. Pour la période 1991-2020, la température moyenne annuelle observée sur la station météorologique de Météo-France la plus proche, « Montagnieu », sur la commune de Montagnieu à 15 km à vol d'oiseau, est de 12,4 °C et le cumul annuel moyen de précipitations est de 1 099,9 mm,. Pour l'avenir, les paramètres climatiques de la commune estimés pour 2050 selon différents scénarios d'émission de gaz à effet de serre sont consultables sur un site dédié publié par Météo-France en novembre 2022.

### Hydrographie
La partie nord-ouest du territoire communal borde la rive gauche du Rhône.

### Voies de communication
Le territoire communal est traversé par la RD65 qui permet de rejoindre la commune voisine de Hières-sur-Amby, au nord.

## Urbanisme

### Typologie
Au 1er janvier 2024, Vernas est catégorisée commune rurale à habitat dispersé, selon la nouvelle grille communale de densité à sept niveaux définie par l'Insee en 2022.
Elle est située hors unité urbaine. Par ailleurs la commune fait partie de l'aire d'attraction de Lyon, dont elle est une commune de la couronne,. Cette aire, qui regroupe 397 communes, est catégorisée dans les aires de 700 000 habitants ou plus (hors Paris),.

### Occupation des sols
L'occupation des sols de la commune, telle qu'elle ressort de la base de données européenne d’occupation biophysique des sols Corine Land Cover (CLC), est marquée par l'importance des territoires agricoles (72,7 % en 2018), en diminution par rapport à 1990 (76,5 %). La répartition détaillée en 2018 est la suivante : 
terres arables (58,4 %), forêts (20,3 %), zones agricoles hétérogènes (14,3 %), zones urbanisées (4,5 %), eaux continentales (2,5 %). L'évolution de l’occupation des sols de la commune et de ses infrastructures peut être observée sur les différentes représentations cartographiques du territoire : la carte de Cassini (XVIIIe siècle), la carte d'état-major (1820-1866) et les cartes ou photos aériennes de l'IGN pour la période actuelle (1950 à aujourd'hui).

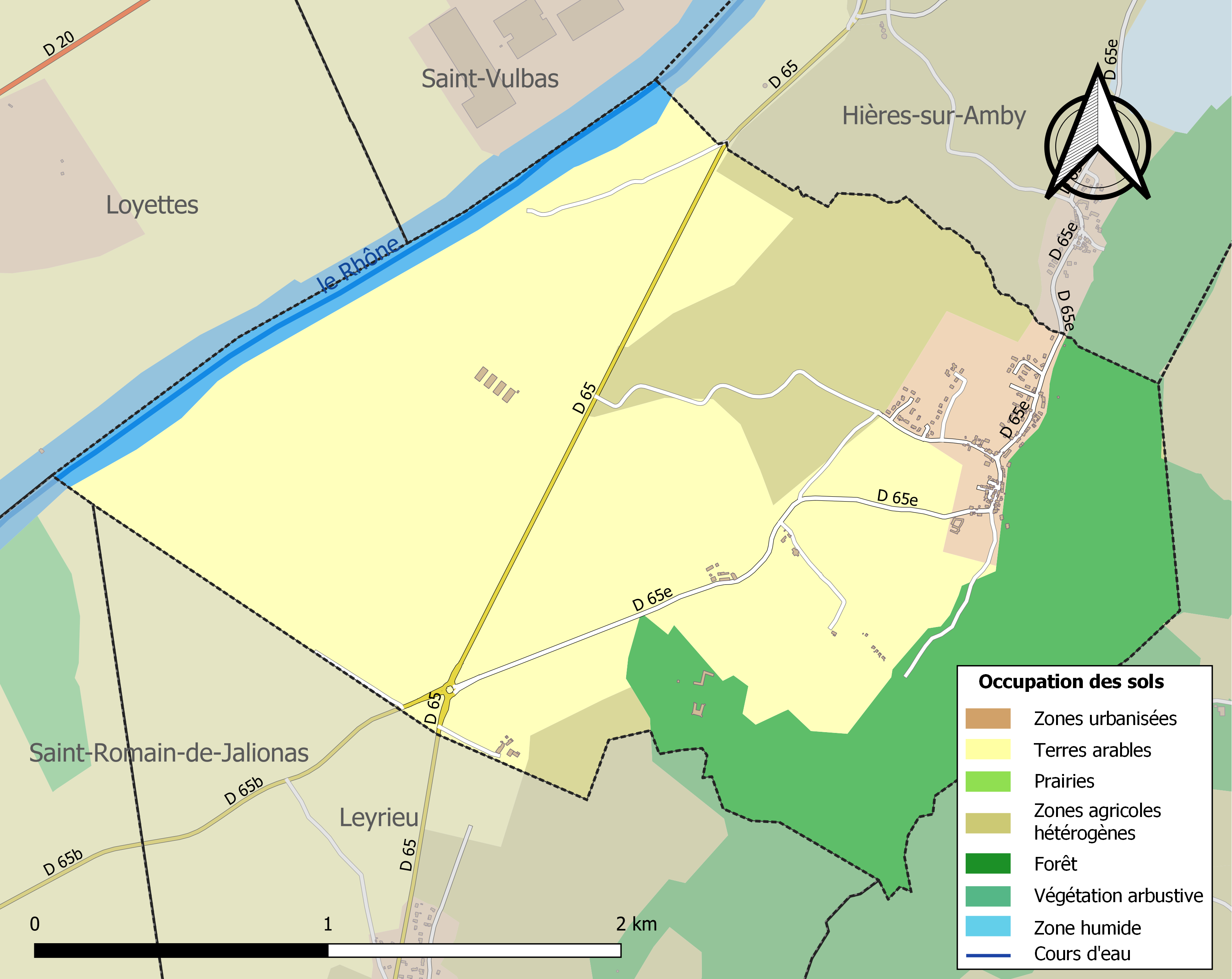
Carte des infrastructures et de l'occupation des sols de la commune en 2018 (CLC).

### Risques naturels

#### Risques sismiques
L'ensemble du territoire de la commune de Vernas est situé en zone de sismicité no 3, dite « modérée » (sur une échelle de 1 à 5), comme la plupart des communes de son secteur géographique.
| Type de zone | Niveau            | Définitions (bâtiment à risque normal) |
| ------------ | ----------------- | -------------------------------------- |
| Zone 3       | Sismicité modérée | accélération = 1,1 m/s2                |

## Histoire

### Préhistoire et Antiquité
Une tombe à char celte a été mise au jour en 1818 en foullant la nécropole sise sur les terres du château de Verna par le baron Louis Dauphin de Verna.

## Politique et administration

### Liste des maires
| Période                                  | Période   | Identité         | Étiquette | Qualité     |
| ---------------------------------------- | --------- | ---------------- | --------- | ----------- |
| mars 2001                                | mars 2008 | Éric Visier      | ...       | ...         |
| mars 2008                                | En cours  | Léon Paul Morgue | ...       | Agriculteur |
| Les données manquantes sont à compléter. |           |                  |           |             |

## Population et société

### Démographie
L'évolution du nombre d'habitants est connue à travers les recensements de la population effectués dans la commune depuis 1793. Pour les communes de moins de 10 000 habitants, une enquête de recensement portant sur toute la population est réalisée tous les cinq ans, les populations de référence des années intermédiaires étant quant à elles estimées par interpolation ou extrapolation. Pour la commune, le premier recensement exhaustif entrant dans le cadre du nouveau dispositif a été réalisé en 2007.

En 2022, la commune comptait 266 habitants, en évolution de +1,53 % par rapport à 2016 (Isère : +3,07 %, France hors Mayotte : +2,11 %).
| 1793 | 1800 | 1806 | 1821 | 1831 | 1836 | 1841 | 1846 | 1851 |
| ---- | ---- | ---- | ---- | ---- | ---- | ---- | ---- | ---- |
| 193  | 165  | 185  | 213  | 260  | 237  | 233  | 260  | 243  |

| 1856 | 1861 | 1866 | 1872 | 1876 | 1881 | 1886 | 1891 | 1896 |
| ---- | ---- | ---- | ---- | ---- | ---- | ---- | ---- | ---- |
| 223  | 210  | 200  | 188  | 183  | 176  | 179  | 171  | 137  |

| 1901 | 1906 | 1911 | 1921 | 1926 | 1931 | 1936 | 1946 | 1954 |
| ---- | ---- | ---- | ---- | ---- | ---- | ---- | ---- | ---- |
| 132  | 139  | 140  | 125  | 124  | 128  | 113  | 90   | 93   |

| 1962 | 1968 | 1975 | 1982 | 1990 | 1999 | 2006 | 2007 | 2012 |
| ---- | ---- | ---- | ---- | ---- | ---- | ---- | ---- | ---- |
| 91   | 97   | 90   | 117  | 155  | 174  | 216  | 222  | 250  |

| 2017 | 2022 | - | - | - | - | - | - | - |
| ---- | ---- | - | - | - | - | - | - | - |
| 266  | 266  | - | - | - | - | - | - | - |

### Enseignement
La commune est rattachée à l'académie de Grenoble.

### Manifestations culturelles et festivités

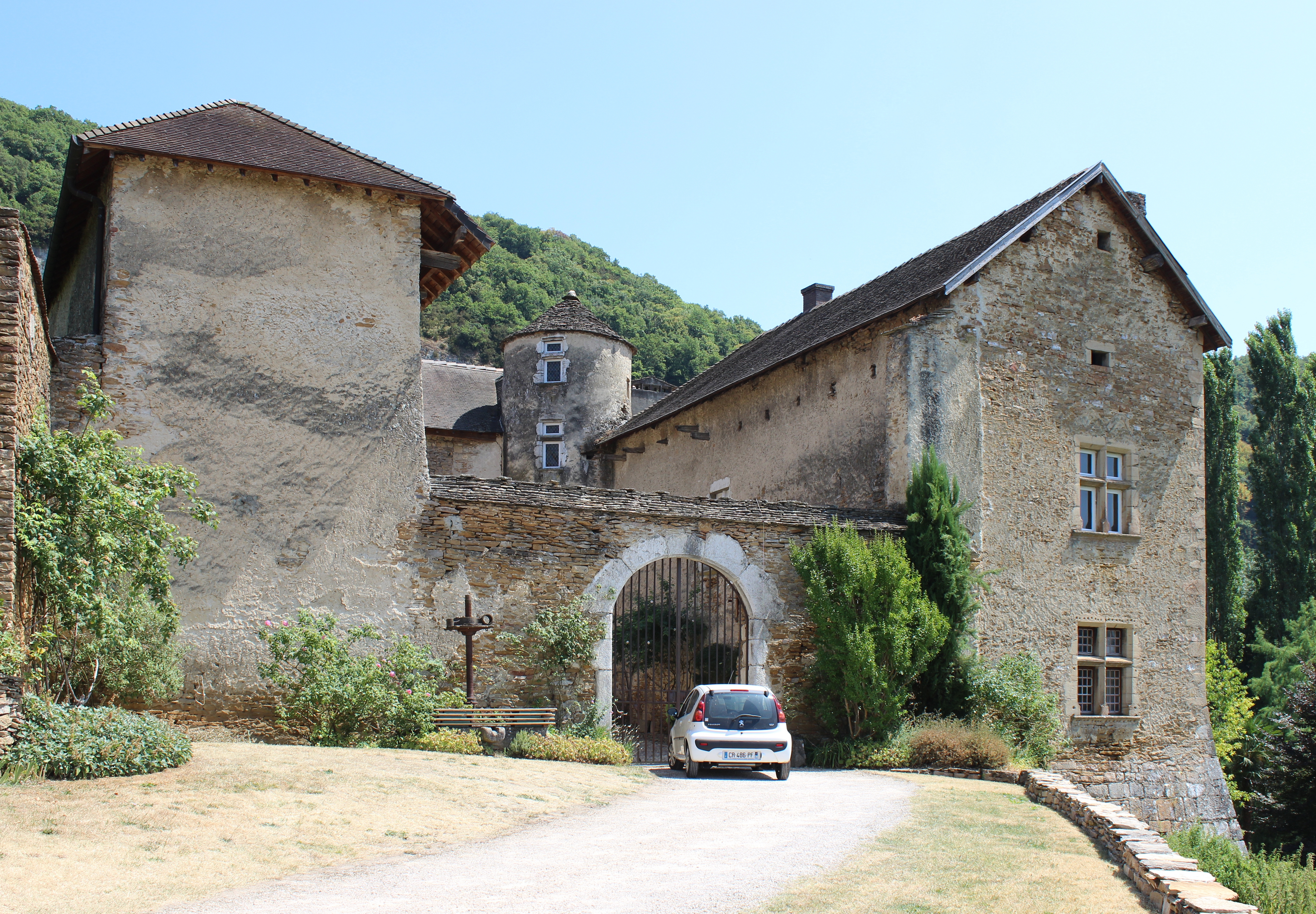
Le château du Cingle à Verna.

- L'été, festival d'art et de musique sur le site du château du Cingle.
- Rassemblement de véhicules anciens, remarquables ou exceptionnels (auto, moto, matériel agricole, moteurs fixes), stands et bourse d'échange de pièces détachées, chaque premier W.E. de septembre sur le terrain communal.

### Sports
Le site d'escalade de Verna qui comporte 20 voies du 3b au 7a (hauteur de 10 m).

### Médias
Historiquement, le quotidien à grand tirage Le Dauphiné libéré consacre, chaque jour, y compris le dimanche, dans son édition du Nord-Isère, un ou plusieurs articles à l'actualité du canton, de la communauté de communes, ainsi que des informations sur les éventuelles manifestations locales, les travaux routiers, et autres événements divers à caractère local.
La commune est située sur l'aire de diffusion de radio Ici Isère, une radio publique qui émet sur tout le territoire du département de l'Isère.

### Cultes
La communauté catholique et l'église de Vernas (propriété de la commune) sont rattachées à la paroisse catholique Saint-martin de l'Isle Crémieu qui, elle-même, est rattachée au diocèse de Grenoble-Vienne.

## Culture locale et patrimoine

### Lieux et monuments

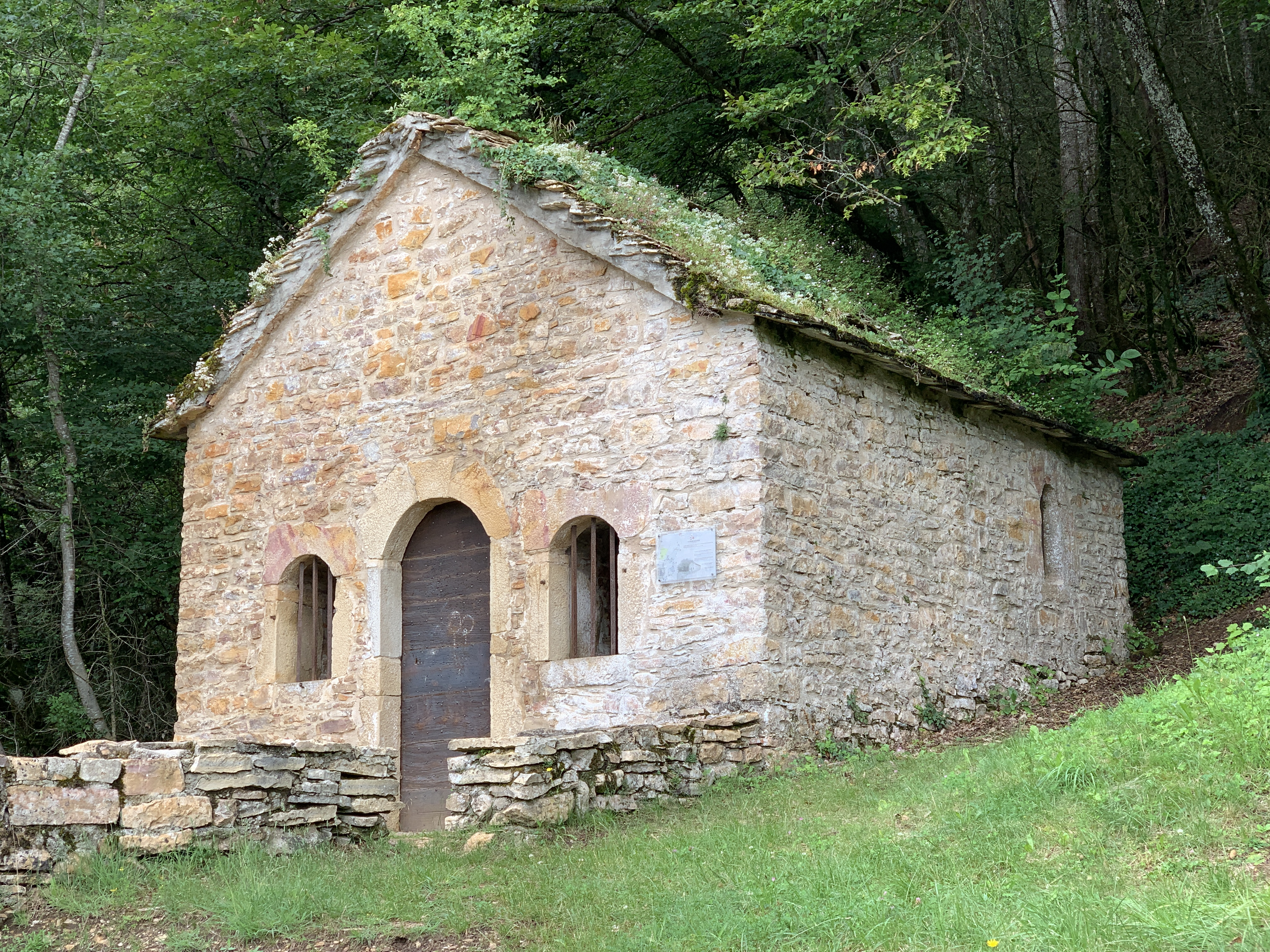
La chapelle Saint-Joseph

Un tumulus protohistorique occupe une partie des terres près du château de Verna (Propriété privée). Au XIXe siècle, le baron lui-même y a fait des fouilles  et en 1818, y a découvert une extraordinaire tombe à char celte de la fin du Ier siècle av. J.-C.. L'ensemble des objets qui y furent recueillis ont été rachetés en 1995 par la commune de Hières-sur-Amby (38). .

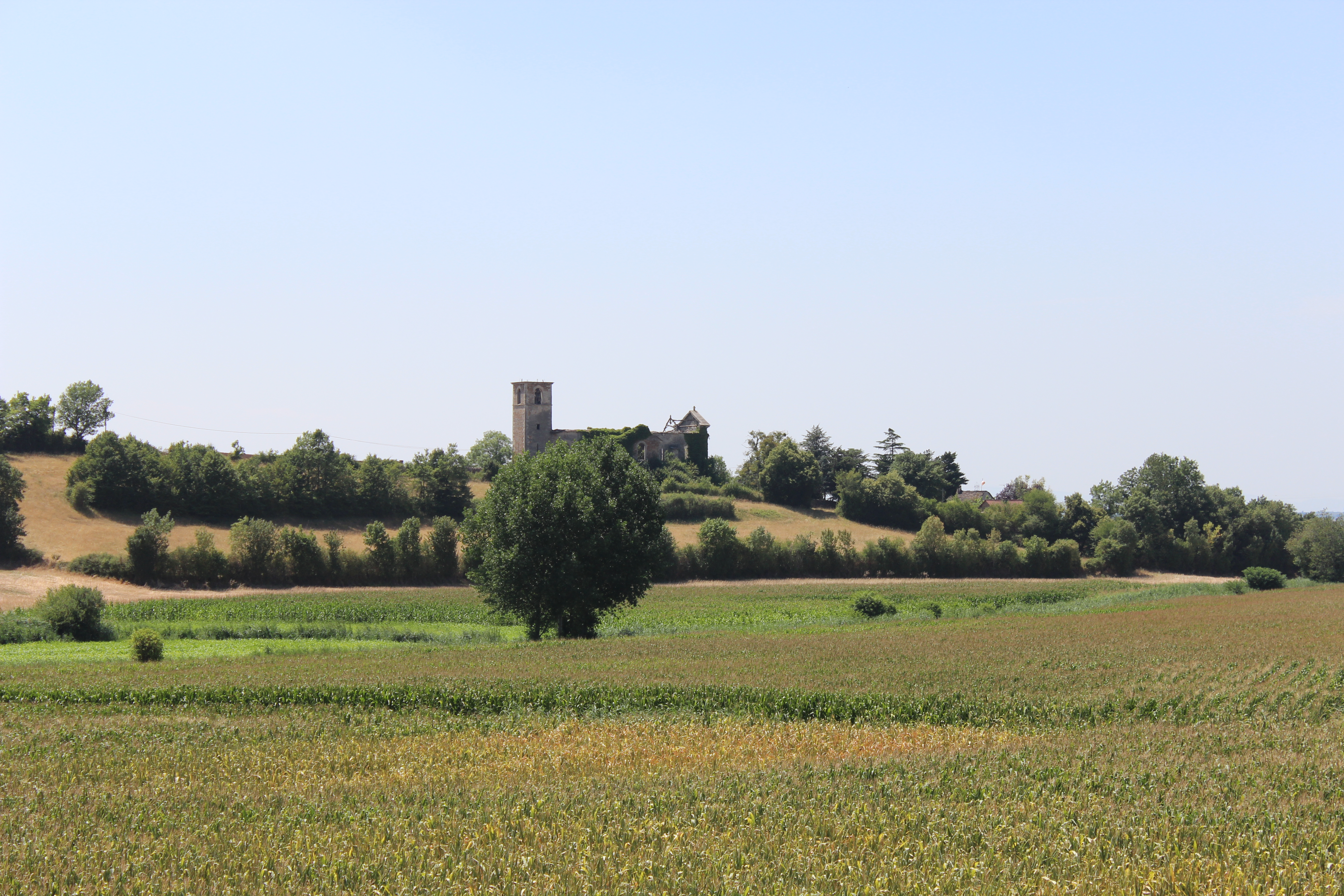
L'église Saint-Martin.

- Le château du Cingle, partiellement inscrit au titre des monuments historiques par arrêté du 25 avril 1975[23], est originellement une ancienne maison forte des XIIIe et XIVe siècles[24]. Bien que mentionnée pour la première fois en 1540, la maison forte du Cingle a sans doute été construite dans la deuxième moitié du XIVe siècle par la famille Pèlerin[23]. Les bâtiments en « U » encadrent une cour pavée. Il présente des fenêtres à meneaux, une tour ronde, une tour carrée. L'été, le château sert de cadre à un festival d'art et de musique.
- Le château de Verna, du XIVe siècle, fait l'objet d'une inscription partielle au titre des monuments historiques par arrêté du 11 juillet 1969 : les façades et les toitures, le grand escalier et sa cage et la partie dessinée des jardins sont les éléments protégés[25].
- Église Saint-Martin, bâtie entre 1840 et 1844, elle est désaffectée depuis 1946. Depuis, elle a été désacralisée et la toiture ainsi que le clocher se sont effondrés. Une association, l'ANREV, s'est constituée en 2021 et a pour projet de la restaurer au travers d'un chantier école[26].
- La chapelle Saint-Joseph[27], toute proche de la grotte de la fontaine Saint-Joseph.

### Personnalités liées à la commune
- Paul Crapie, pianiste et professeur, initiateur en 1989 et organisateur du Festival d’art et musique du château du Cingle, décédé le 5 avril 2010.
- Les membres de la famille Dauphin de Verna, notamment[28] :
  - Victor de Verna (Jean Marie Victor Dauphin de Verna) (1775-1841), député du Rhône du 8 mai 1828 au 16 mai 1830[29],[30] ;
  - Joseph Dauphin de Verna, mort sur l'échafaud en 1793 à Lyon ;
  - le baron Louis Dauphin de Verna (1808-1895).

### Héraldique
| Blason à dessiner | Blason  | D'azur à la bande d'or chargée en chef d'une étoile dans le sens de la bande et en pointe d'un dauphin posé en barre crachant des flammes, le tout de gueules. |
| Blason à dessiner | Détails | Le statut officiel du blason reste à déterminer. |